# Alexandru Mățel
Alexandru Mățel (Constanța, 17 d'octubre de 1989) és un jugador de futbol professional romanès, que actualment juga, principalment de defensa central dret, al Dinamo de Zagreb de la lliga croata. Abans, Mățel havia iniciat la seva carrera al FC Farul Constanţa, des d'on va passar a l'Astra Giurgiu, on va aconseguir els seus primers títols i va debutar a l'Europa League.
El gener de 2015 va firmar un contracte de 4 anys i mig amb el Dinamo de Zagreb. Va debutar amb l'equip croat el 7 de febrer de 2015, en la victòria del Dinamo per 2-1 contra el Lokomotiva Zagreb. Finalment, la temporada 2014-15 va acabar jugant 13 partits, i es va proclamar campió tant de la lliga com de la copa de Croàcia.
El 2 de setembre de 2011 Mățel va debutar amb la selecció de Romania en un partit de classificació per l'Eurocopa de 2012 contra la selecció luxemburguesa, on va disputar els 90 minuts.

## Palmarès
Astra Giurgiu
- Copaa României (1): 2013-14
- Supercupa României (1): 2014

Dinamo Zagreb
- Lliga de Croàcia (2): 2014-15, 2015-16
- Copa de Croàcia (1): 2014-15